# Rodolfo Fischer
Rodolfo José Fischer Eichler (Oberá, 1944. április 2. – 2020. október 16.) válogatott argentin labdarúgó, csatár.

## Pályafutása

### Klubcsapatban
1965 és 1972 között a San Lorenzo labdarúgója volt, ahol két bajnoki címet szerzett a csapattal és 1969-ben bajnoki gólkirály volt holtversenyben 14 góllal. 1972 és 1976 között a brazil Botafogo, majd 1976-ban az EC Vitória játékosa volt. 1977–78-ban ismét a San Lorenzo csapatában szerepelt. 1979-ben a kolumbiai az Once Caldas, 1980-ban a Sarmiento, 1981-ben a Sportivo Belgrano játékosa volt.

### A válogatottban
1967 és 1972 között 35 alkalommal szerepelt az argentin válogatottban és 12 gólt szerzett.

## Sikerei, díjai
San Lorenzo
- Argentin bajnokság
  - bajnok: 1968, 1972
  - gólkirály: 1969